# Prospero Colonna
Prospero Colonna (Rome, ca. 1410 – Rome, 24 maart 1463) was een Italiaans kardinaal. 
Hij was het vijfde kind van graaf Lorenzo Onofrio Colonna van Alba en van Sveva Caetani van de signori van Sermoneta. Hij was een neef van paus Martinus V en kwam uit een familie die talrijke kardinalen leverde. Hij werd domkanunnik te Luik, aartsdiaken te Canterbury, en van 1426 tot 1432 domproost te Utrecht. Hij werd in 1426 tot kardinaal verheven.
Hij werd afgezet door paus Eugenius IV in 1433 omdat hij ’s nachts in het geheim Rome had verlaten en zich bij de vijanden van de paus had gevoegd, maar hij werd kort daarop in zijn functie hersteld. Tijdens het conclaaf van 1447 was hij een van de kardinalen om een nieuwe paus te kiezen. Na zijn dood werd hij begraven in de basiliek Santi XII Apostoli te Rome.
Hij was geïnteresseerd in archeologie en was beschermer van humanisten. 